# 1995–1996-os észt labdarúgó-bajnokság (első osztály)
Az 1995–1996-os észt labdarúgó-bajnokság az észt labdarúgó-bajnokság legmagasabb osztályának 5. bajnoki éve volt. A pontvadászat 8 csapat részvételével zajlott. 
A lebonyolítás úgy alakult, hogy a 8 csapat oda-visszavágós alapon megmérkőzött egymással és így lezárult az alapszakasz. Az első kört követően a legjobb 6 csapat folytathatta a bajnoki címért folytatott harcot és magukkal vitték a megszerzett pontjaik felét, míg az utolsó két együtteshez csatlakozott a másodosztályból 1996 tavaszán felkerülő négy csapat és ők a kiesés elkerülése ellen játszottak.
A bajnokságot a Lantana Tallinn nyerte az ezüstérmes FC Flora Tallinn, és a bronzérmes Tevalte Tallinn előtt. A Pärnu JK kiesett.

## Alapszakasz
| Hely | Csapat                   | M  | Gy | D | V  | RG | KG | P     |
| ---- | ------------------------ | -- | -- | - | -- | -- | -- | ----- |
| 1    | FC Lantana Tallinn       | 14 | 10 | 3 | 1  | 37 | 8  | 33/17 |
| 2    | FC Narva Trans           | 14 | 6  | 4 | 4  | 22 | 16 | 22/11 |
| 3    | FC Flora Tallinn         | 14 | 6  | 4 | 4  | 37 | 19 | 22/11 |
| 4    | Sadam Tallinn            | 14 | 6  | 3 | 5  | 23 | 16 | 21/11 |
| 5    | Tevalte-Marlekor Tallinn | 14 | 6  | 2 | 6  | 20 | 19 | 20/10 |
| 6    | JK Tervis Pärnu          | 14 | 5  | 2 | 7  | 25 | 29 | 17/9  |
| 7    | JK Eesti Põlevkivi Jõhvi | 14 | 3  | 8 | 3  | 13 | 17 | 17    |
| 8    | Pärnu JK                 | 14 | 0  | 2 | 12 | 8  | 61 | 2     |

## A bajnokság végeredménye

### Felsőház
| Hely | Csapat             | M  | Gy | D | V | RG | KG | P  |
| ---- | ------------------ | -- | -- | - | - | -- | -- | -- |
| 1    | FC Lantana Tallinn | 10 | 6  | 2 | 2 | 21 | 7  | 37 |
| 2    | FC Flora Tallinn   | 10 | 6  | 2 | 2 | 14 | 3  | 31 |
| 3    | Tevalte Tallinn    | 10 | 7  | 0 | 3 | 13 | 10 | 31 |
| 4    | Sadam Tallinn      | 10 | 4  | 1 | 5 | 17 | 19 | 24 |
| 5    | FC Narva Trans     | 10 | 2  | 2 | 6 | 11 | 16 | 19 |
| 6    | JK Tervis Pärnu    | 10 | 1  | 1 | 8 | 7  | 28 | 13 |

### Alsóház
| Hely | Csapat                   | M  | Gy | D | V | RG | KG | P  |
| ---- | ------------------------ | -- | -- | - | - | -- | -- | -- |
| 1    | JK Eesti Põlevkivi Jõhvi | 10 | 7  | 0 | 3 | 23 | 7  | 21 |
| 2    | JK Vall Tallinn          | 10 | 7  | 0 | 3 | 18 | 9  | 21 |
| 3    | FC Norma Tallinn         | 10 | 5  | 2 | 3 | 13 | 11 | 17 |
| 4    | Pärnu JK                 | 10 | 4  | 2 | 4 | 12 | 20 | 14 |
| 5    | FC Dünamo Tallinn        | 10 | 2  | 2 | 6 | 8  | 14 | 8  |
| 6    | Tallinna Jalgpalliklubi  | 10 | 1  | 2 | 7 | 9  | 22 | 5  |

## Góllövőlista élmezőnye
| Hely | Játékos              | Csapat                             | Gólok |
| ---- | -------------------- | ---------------------------------- | ----- |
| 1    | Lembit Rajala        | FC Flora Tallinn                   | 16    |
| 2    | Maksim Gruznov       | FC Lantana Tallinn                 | 12    |
| 3    | Ivan O'Konnel-Bronin | JK Tervis Pärnu / FC Flora Tallinn | 8     |
| 3    | Andrei Borissov      | FC Lantana Tallinn                 | 8     |
| 3    | Aleksandr Olerski    | Tevalte-Marlekor Tallinn           | 8     |
| 3    | Boriss Nejolov       | FC Narva Trans                     | 8     |
| 3    | Dmitri Ustritski     | Sadam Tallinn                      | 8     |

## Külső hivatkozások
- rsssf.com